# SERPENS

Emblema do programa SERPENS.

SERPENS é a sigla de Sistema Espacial para Realização de Pesquisas e Experimentos com Nanossatélites, é um programa patrocinado pela AEB, lançado em 18 de agosto de 2015, por meio de um veículo de lançamento japonês H-IIB a partir do Centro Espacial de Tanegashima, no Japão. Ele tem o objetivo de fomentar as iniciativas de construção de nanossatélites no Brasil, permitindo qualificar engenheiros, estudantes, docentes e pesquisadores brasileiros vinculados aos cursos de Engenharia Aeroespacial para a produção e desenvolvimento de satélites de pequeno porte e baixo custo.
Esse programa, coordenado pela AEB, envolve diversas universidades brasileiras, uma espanhola e duas estado-unidenses.

## Plataforma

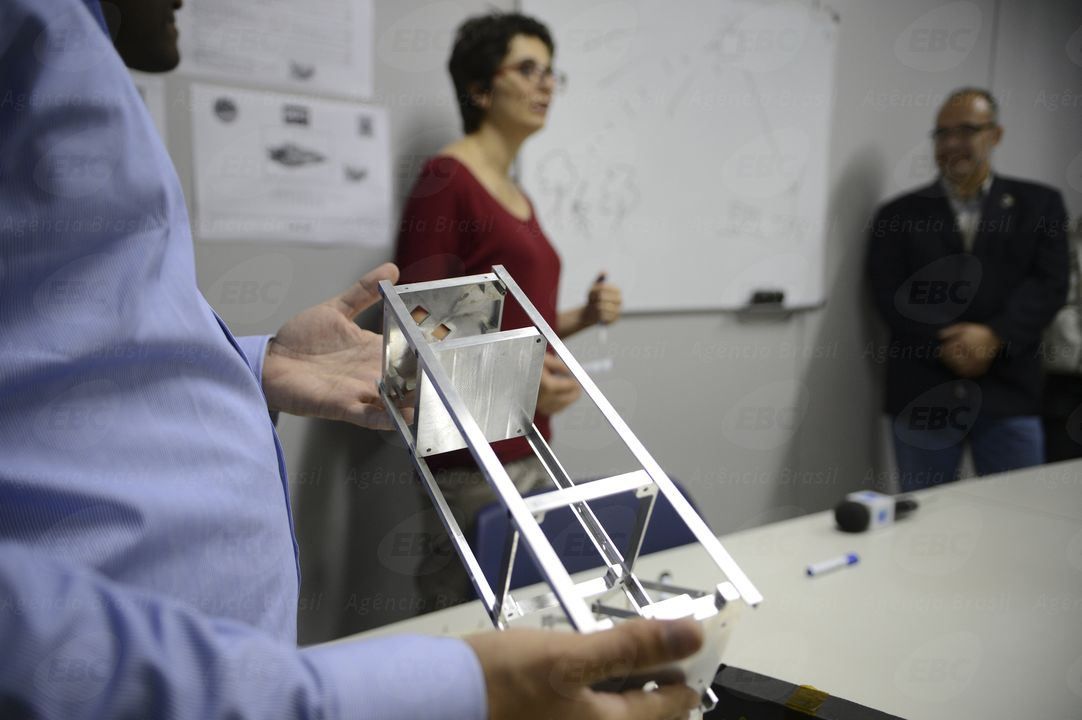
Plataforma CubeSat 3U usada no projeto SERPENS.

Segundo o que tem sido divulgado, a primeira missão desse programa consistirá no desenvolvimento de um nanossatélite em plataforma CubeSat 3U que carregará três cargas úteis:
- Um transpônder DCS compatível com o atual “Sistema Brasileiro de Coleta de Dados Ambientas (SINDA)” do INPE;
- Um transpônder Digital compatível com a rede GENSO;
- Um micro propulsor PPT (Pulsed Plasma Thruster).

## Entidades envolvidas
O programa vai integrar esforços das seguintes entidades:
- Universidade de Vigo (Espanha)
- California Polytechnic State University (EUA)
- Università di Roma Sapienza (Itália)
- Morehead State University (EUA)
- Universidade Federal de Santa Catarina (UFSC)
- Universidade Federal de  Minas Gerais (UFMG)
- Universidade Federal do ABC (UFABC)
- Universidade de Brasília (UnB)
- Instituto Federal Fluminense (IFF)
- Laboratórios de Sistemas Integráveis Tecnológicos (LSITC)
- INPE